# Adarrus emeljanovi
Adarrus emeljanovi är en insektsart som beskrevs av Mitjaev 1980. Adarrus emeljanovi ingår i släktet Adarrus och familjen dvärgstritar. Inga underarter finns listade i Catalogue of Life.